# Natalie Horler
Natalie Horler, född 23 september 1981 i Bonn, Västtyskland, är sångerska i Cascada.

## Bakgrund

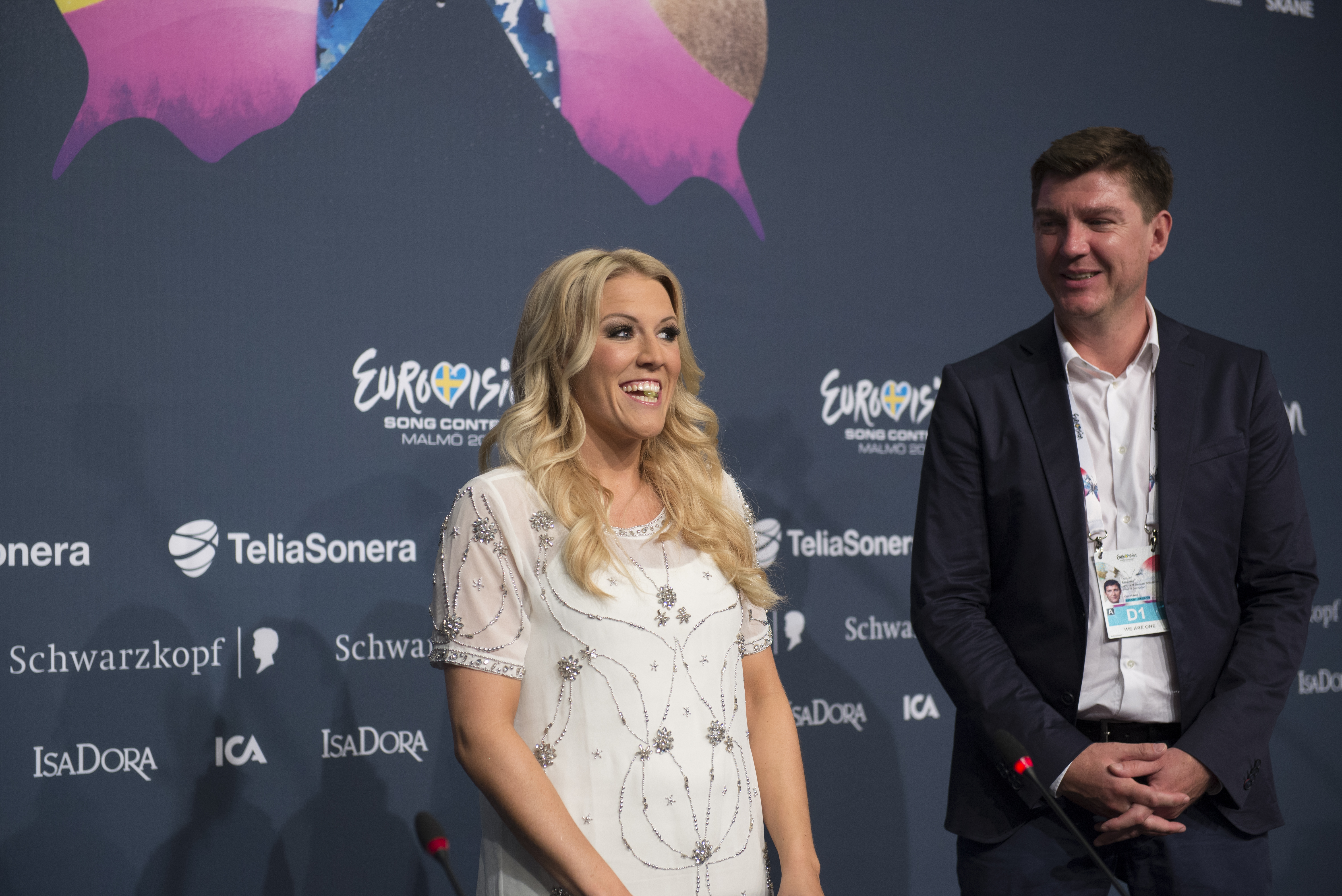
Horler 2013

Natalie Horler föddes i Tyskland, 23 september 1981 som är dotter till engelska föräldrar. Natalies mor Christine är före detta språklärare och hennes far har spelat i ett jazzband från Köln. När hon var liten tillbringade hon mycket tid i sin fars studio där hon sjöng in allt från jazz till Disney-sånger. Natalie är mycket intresserad av dans, till exempel step dance, jazz, hiphop och streetdance. Vid 18 års ålder började hon satsa på musiken då hon började spela in låtar med olika DJ:ar. Det var på detta sätt hon kom i kontakt med DJ Manian och Yanou. Tillsammans bildade man gruppen Cascada, som producerat låtar som Everytime We Touch, Miracle och Bad boy. Trion har även gjort en version av låten Kids in America, som ursprungligen gjordes av Kim Wilde.
Natalie deltog i Eurovision Song Contest 2013 med låten "Glorious".